# Rävinge
Rävinge är kyrkbyn i Rävinge socken i Halmstads kommun,  som ligger mellan Getinge och Harplinge. 
Trubaduren och författaren Alf Hambe föddes och växte upp i Rävinge.